# За тялото и душата
„За тялото и душата“ (на унгарски: Testről és lélekről) е унгарски филм от 2017 година, романтична драма на режисьорката Илдико Енеди по неин собствен сценарий.
В центъра на сюжета е постепенно развиващата се неочаквана любовна връзка между възрастен мъж и млада санитарна инспекторка с аутистично поведение, които се запознават в кланицата в която работят и започват да сънуват едни и същи сънища. Главните роли се изпълняват от Геза Морчани и Александра Борбей.
„За тялото и душата“ получава наградата „Златна мечка“, а Борбей – Европейска филмова награда за най-добра актриса. Филмът е номиниран за „Оскар“ за чуждоезичен филм.